# Truong Quoc Minh
Trương Quốc Minh (født 7. november 2000) er en dansk professionel fodboldspiller, der spiller som back for V.League 1-klubben Khánh Hòa. 

## Klub karriere
Efter at han blev frigivet af AGF i 2017, brugte Truong flere år på at spille i danske klubber i de lavere divisioner, herunder Aarhus Fremad, VSK Aarhus, Brabrand IF og Viby IF. 

### Khanh Hoa FC
Den 7. oktober 2023 skiftede Truong til V.League 1 klubben Khanh Hoa FC og underskrev en etårig kontrakt.   Han fik sin debut for klubben den 22. oktober 2023 mod Ho Chi Minh City i et 2-0 nederlag på udebane. 

## International karriere
Truong var en del af det danske futsallandshold. Han spillede to kampe for det, herunder UEFA Futsal Euro 2022-kvalifikationen mod Kroatien og Ukraine.  